# Moutarde van Sonaansee
Moutarde van Sonaansee is een Nederlandse komische film uit 1959 met en door Toon Hermans. Het was zijn film- en regiedebuut. De film werd geen succes en Hermans was hierna nooit meer op het witte doek te zien.

## Verhaal achter de film
In 1958 besloot Toon Hermans dat het tijd werd, zijn horizon te verbreden met het maken van een speelfilm. Hij wilde naast acteren de film ook zelf regisseren, waarbij hij Jacques Tati als voorbeeld nam. Tot zijn verbazing stuitte hij op weinig weerstand voor zijn plannen. Financiers werden snel gevonden en zij bleken opmerkelijk snel met alle voorwaarden die Hermans stelde akkoord te gaan.
Als locatie stelde Hermans een gebouw in Zandvoort voor, dat hij dagelijks zag als hij er voorbijreed. Dit bleek een leegstaande hal van een houtzagerij te zijn, die werd afgehuurd en omgebouwd tot filmstudio. Het feit dat er in andere hallen nog volop gezaagd werd, bemoeilijkte het maken van de opnames. Hermans ontwierp het decor naar de ideeën, die hij had tijdens het schrijven van het script. Daarnaast was hij, met Dolf van der Linden verantwoordelijk voor de muziek van de film. 
Hermans koos voor zijn film geen grote acteurs, maar vooral onbekenden, die hij qua uiterlijk goed vond passen bij de rollen die hij bedacht had. Hierdoor kreeg de crew te maken met veel onervaren acteurs, wat het opnameproces bemoeilijkte. Daarbij bleek Jan van der Horst, die was geselecteerd als pastoor, grotendeels doof te zijn. Een grote rol was weggelegd voor Phyllis Lane, die eerder als assistente betrokken was bij Hermans' onemanshows. Ook was er een kleine rol voor Nelly Frijda.
Het camerawerk was van Herman Wassenaar en Fred Tammes.
In totaal werd er anderhalf jaar aan de film gewerkt. In interviews was Hermans, ondanks de moeizame opnames, immer positief gestemd over de film en gaf hij aan dat dit zijn eerste film van velen zou worden. Hij wilde voor zijn vijftigste verjaardag, in 1966, minstens tien films op zijn naam hebben staan en er werd al gesproken over een tweede film die misschien in Frankrijk opgenomen zou worden.
Op 22 oktober 1959 ging de film in première in het City Theater in Amsterdam. Het resultaat viel echter bar tegen. Het verhaal had te weinig om het lijf en de film bleek vooral een serie aan elkaar geschakelde grappen, liedjes en sketches te zijn. De film kreeg overwegend negatieve kritieken, waarbij als enige lichtpuntje het meesterschap van Hermans als komiek werd genoemd. In de eerste weken na de première reisde Hermans door het land om in verschillende bioscopen in discussie te gaan met het aanwezige publiek over de film. In deze discussies stelde hij steevast dat dit slechts zijn eerste poging tot regisseren was en hij beloofde dat zijn volgende films beter zouden zijn, omdat hij had geleerd dat hij meer van ervaren krachten gebruik moest maken.
Van een tweede film zou het echter nooit komen. Na de vernietigende recensies en de, vooral gezien de grote populariteit van Hermans, tegenvallende bezoekersaantallen, besloot hij zich terug te trekken uit de filmwereld en zich verder te richten op zijn theaterprogramma's. Het zou zelfs de enige keer zijn, dat Hermans op het witte doek verscheen. Na Moutarde van Sonaansee was hij nooit meer als acteur te zien in een speelfilm. In een later interview met Jacques Klöters verzuchtte hij: "Ik heb er van geleerd het nooit meer te doen" en "Het was je reinste amateurisme". In 2009 verscheen de film op dvd.

## Plot
De heer Moutarde is een eigenaar van een antiekwinkel. Hij is een afstammeling van de oude adellijke familie Sonaansee en bewoont een landgoed dat grenst aan worstfabriek Knik-Knak. Als de directeur van Knik-Knak zijn fabriek wil uitbreiden met een gehaktballenlijn, besluit hij dat Moutarde plaats moet maken voor de uitbreiding. Hij laat onderzoek doen, waaruit blijkt dat Moutarde afstamt van een onwettige tak van de familie en dat hij hierdoor geen aanspraak kan maken op het landgoed. Moutarde komt in opstand tegen de worstfabriek en mag blijven wonen op het landgoed.

## Rolverdeling
| Acteur             | Personage         |
| ------------------ | ----------------- |
| Toon Hermans       | monsieur Moutarde |
| Johan te Slaa      | directeur Braad   |
| Phyllis Lane       | dr. Helen Ford    |
| Jan van der Horst  | pastoor           |
| Gerard Doting      | notaris           |
| Henk Haye          | boekhouder        |
| Linda Op 't Eynde  | Lilly             |
| Kees Verkade       | vriend van Lilly  |
| Swen Smeele        | meneer Plu        |
| Lo van Hensbergen  | professor         |
| Nelly Frijda       | Caroline Tulipe   |
| Mary van den Berg  | juffrouw Duif     |
| Mady Misset        |                   |
| Wiesje Bouwmeester | tante Caroline    |
| Heddy Bouber       | de Kastelein      |
| Tonny Oosterman    | het kleine meisje |

## Trivia
- In 1967 werd een lied uit de film, Lied van de wandelclub, met de ingekorte titel De wandelclub opgenomen door Jasperina de Jong. Het nummer bereikte dat jaar de 20e plaats in de Nederlandse Top 40. In 1995 bereikte het nummer, ditmaal gezongen door Sugar Lee Hooper, wederom de Top 40, waar het op de 11e plaats kwam.

1896-1909 · 1910-19 · 1920-29 · 1930-39 · 1940-49 · 1950-59 · 1960-69 · 1970-79 · 1980-89 · 1990-99 · 2000-09 · 2010-19
· 2020-29